# رشته‌کوه کیسیلیاخ
رشته‌کوه کیسیلیاخ (روسی: Кисиляхский хребет) یک رشته‌کوه در یاقوتستان کشور روسیه است.